# Aitern
Aitern (în alemanică Aitere) este o comună din landul Baden-Württemberg, Germania.

## Istoric
Aitern a ținut de Abația Sfântului Blasiu până în 1806, când Napoleon a impus retrocedarea forțată a comunei Marelui Ducat de Baden.